# Marduk-apla-iddina II
Marduk-apla-iddina II (betekenis: "Mardoek heeft (mij) een erfgenaam gegeven"; geschreven als mdMarduk-ápla-ìddina; Hebreeuws: Merodach-Baladan) was een Chaldeeër van de stam Bit-Yakin, die als koning van Babylon van ongeveer 722-710 v.Chr. en opnieuw in 703 regeerde. In de Bijbel wordt hij als Merodach-Baladan, de zoon van Baladan, genoemd, die een gezantschap naar Jeruzalem aan het hof van de Judeïsche koning Hizkia stuurde, die vermoedelijk een bondgenootschap tegen de Assyriërs nastreefde.
Hizkia demonstreerde het gezantschap de rijkdom die hij zich had verworven, waarop de profeet Jesaja hem berispte en de latere roof van deze schatten door de Babyloniërs voorspelde, wat dan tezamen met de inname van Jeruzalem door Nebukadnezar II in 586 ook gebeurde.
Volgens Kroniek 1 besteeg Marduk-apla-iddina II in de maand Nisan de troon en in zijn tweede jaar trok Humdan-nikash, koning van Elam op tegen hun gemeenschappelijke vijand Sargon II van Assyrië in de streek rond Der en versloeg hem. Marduk-apla-iddina trok ook op om hem bij te staan maar hij verscheen te laat op het slagveld en trok zich weer terug. Het was het begin van een confrontatie met Assyrië die na tien jaar ertoe leidde dat Marduk-apla-iddina II in 710 verjaagd werd door Sargon II die zijn bondgenoten in Aram en Israël al had uiteengedreven.
Hij vluchtte eerst naar Elam maar bracht daarna tot 703 zijn tijd door als koning van het "Zeeland", de streek in het uiterste zuiden bij de Perzische Golf, waar hij vandaan kwam. Met de dood van Sargon II in 703 deed hij opnieuw een greep naar de macht en zou hij tot 702 koning van Babylon blijven.